# Грозовой перевал (фильм, 1920)
«Грозово́й перева́л» (англ. Wuthering Heights; Великобритания, 1920) — экранизация новеллы Эмили Бронте «Грозовой перевал».

## Сюжет
В заброшенное поместье случайно забредает путник — мистер Локвуд. Это поместье называется Грозовым Перевалом. Волей судьбы он узнает историю семейств Эрншо и Линтонов от местной ключницы. Перед ним разворачивается история любви, предательства, мести и, в конце концов, справедливого разрешения событий. Кэтрин, дочь семейства Эрншо, капризная и легкомысленная, темпераментная, способная на сильное чувство, влюбляется в своего сводного брата-цыгана по имени Хитклифф. Их дружба, а затем любовь перерастает в связи с обстоятельствами в чувства ревности и желание мести...

## В ролях
- Милтон Росмер[англ.] — Хитклифф
- Альберт Брантфорд — юный Хитклифф
- Сесил Мортон Йорк — мистер Эрншо
- Колетт Бреттель — Кэтрин Эрншо
- Уорик Уорд[англ.] — Хиндли Эрншо
- Эйлин Багот — Фрэнсис Эрншо
- Сирил Рэймонд[англ.] — Гэртон Эрншо
- Льюис Барбер — юный Гэртон Эрншо
- Дора Де Уинтон — миссис Линтон
- Джон Л. Андерсон[англ.] — Эдгар Линтон
- Энн Тревор[англ.] — Кэти Линтон
- Джордж Трейлл — Джозеф

## Интересные факты
- Первой из известных экранизаций романа Эмили Бронте является немое кино, снятое в Хоэрте, Уэст-Йоркшире, доме Эмили Бронте в 1920 году. Режиссёр фильма А. В. Брамбл на роль Хитклиффа пригласил Милтона Росмера, очень популярного актёра того времени.
- Члены общества имени Эмили Бронте пытались определить местонахождение копии первой адаптации романа. Но фильм, по-видимому, не сохранился до наших дней.
- В некоторых источниках утверждается, что, в отличие от более поздних адаптаций, фильм 1920 года покрывал весь роман.
- Хитклиффа в разных возрастах играли четыре различных актёра.